# Dritan Tola
Dritan Tola, né en 1970 à Tirana, est un diplomate, ambassadeur d'Albanie en France depuis 2013.

## Biographie
Il a effectué des études de lettres françaises et de droit et a suivi diverses formations post-universitaires en Europe. 
Il commence sa carrière professionnelle en 1992 et a travaillé depuis à la Commission européenne à Tirana et à Bruxelles et à la délégation de l’Union européenne en Albanie. Il y a exercé des fonctions différentes comme conseiller politique, et a été chargé des questions politiques et des relations Union européenne-Albanie, des questions de l’intégration européenne, et des développements européens et régionaux. Il a aussi été responsable de programmes européens dans le domaine des droits de l’homme et de la société civile, de l’administration publique, de l’environnement, etc. 
En mars 2013,, il prend ses fonctions en tant qu'ambassadeur de la république d’Albanie en France, et à Monaco (non-résident) et comme représentant du président de la République auprès de l'Organisation internationale de la francophonie. Depuis mai 2015, il est également ambassadeur d'Albanie au Portugal (non-résident).  
Il a été membre de comités directeurs de diverses organisations, telles la fondation Soros, l'École albanaise des études politiques, des programmes de développement de la Banque mondiale, du PNUD (ONU), du Centre européen régional de l'environnement. Il est membre fondateur du « Lions Club Albania » et de « Retromobile Club Albania » (Club albanais des automobiles anciennes). À part l'albanais, sa langue maternelle, Dritan Tola parle couramment l'anglais, le français, l'italien et il possède des connaissances de base de l'allemand et du grec[réf. nécessaire].